# 4296 van Woerkom
4296 van Woerkom este un asteroid din centura principală, descoperit pe 28 septembrie 1935 de Hendrik van Gent.